# Plasare de produse
Plasarea de produse (în engleză product placement) este o tehnică publicitară folosită de companii pentru promovarea subtilă a produselor prin includerea acestora în filme, televiziune sau alte medii. Această tehnică poate fi în beneficiul telespectatorilor, fiindcă reclamele care întrerup programul au tendința de a-i îndepărta.
Plasarea de produse își are originile în secolul al XIX-lea. Până ca Jules Verne să își publice romanul de aventuri Ocolul Pământului în 80 de zile, mai multe companii de transport au încercat, datorită faimei sale, să îl convingă să le menționeze în povestea lui. Nu se știe, totuși, dacă Verne chiar a fost plătit pentru asta.

## Exemple
- În filmul E.T. Extraterestrul, se face reclamă la Reese's Pieces (se topesc în gură, dar nu în mână).
- Un exemplu mai recent e plasarea pentru Red Stripe, o bere jamaicană în filmul Firma (1993). Ziarul BusinessWeek Online relata faptul că vânzările berii Red Stripe au crescut cu mai mult de 50% pe piața americană la numai o lună de la premiera filmului.